# Svartlögafjärden

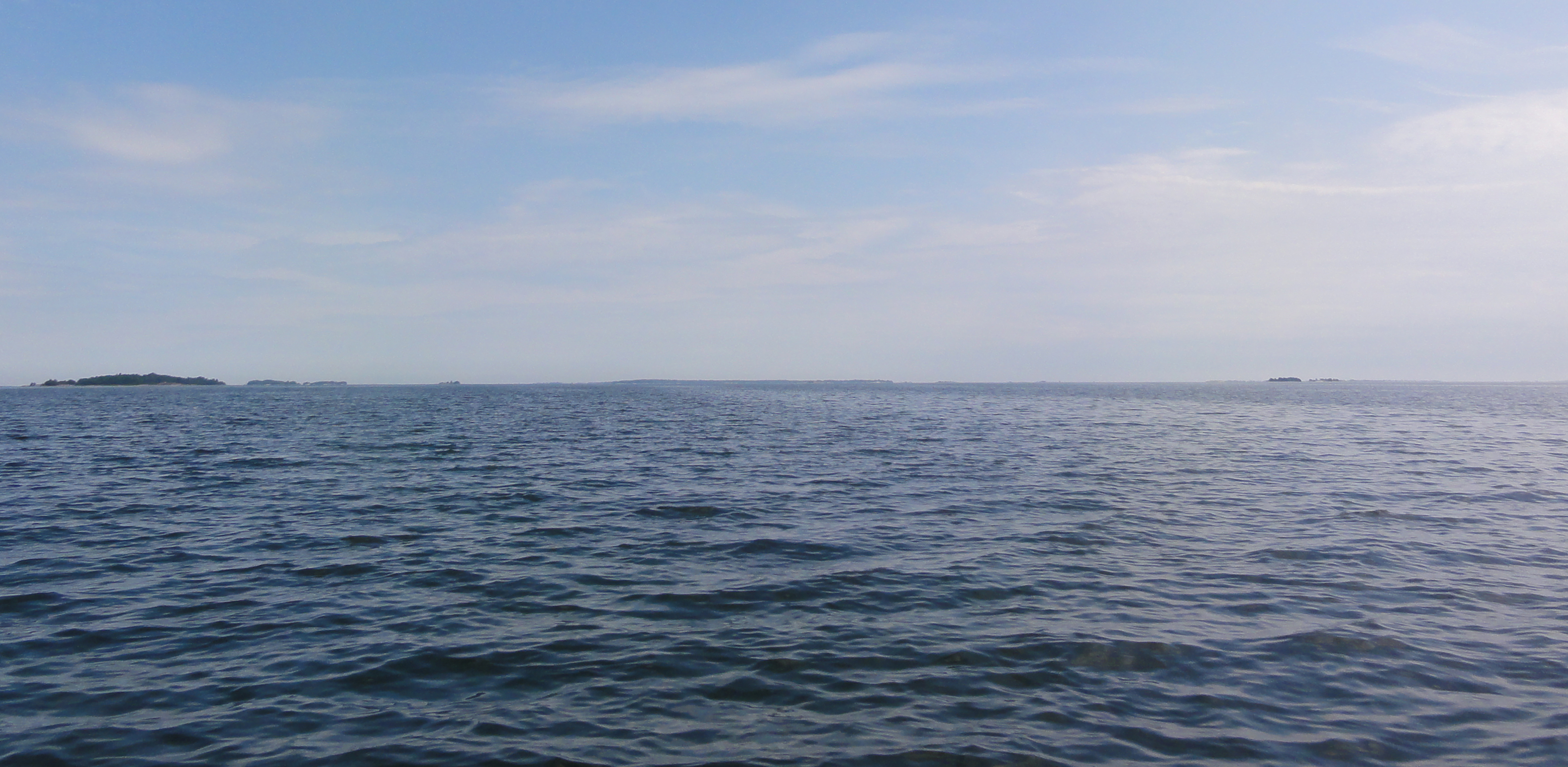
Svartlögafjärden från Husaröleden från Blidö södra ände.

Svartlögafjärden är en av de större fjärdarna i Stockholms skärgård. Den sträcker sig från Möja och Finnhamn i sydväst upp till Vidinge, Vidingsöra och Kudoxa i nordost. I väster gränsar den till Östra Lagnö och Blidö och i öster mot Kobbfjärden längs en linje mellan Möja och Rödlöga.